# Ködmönös

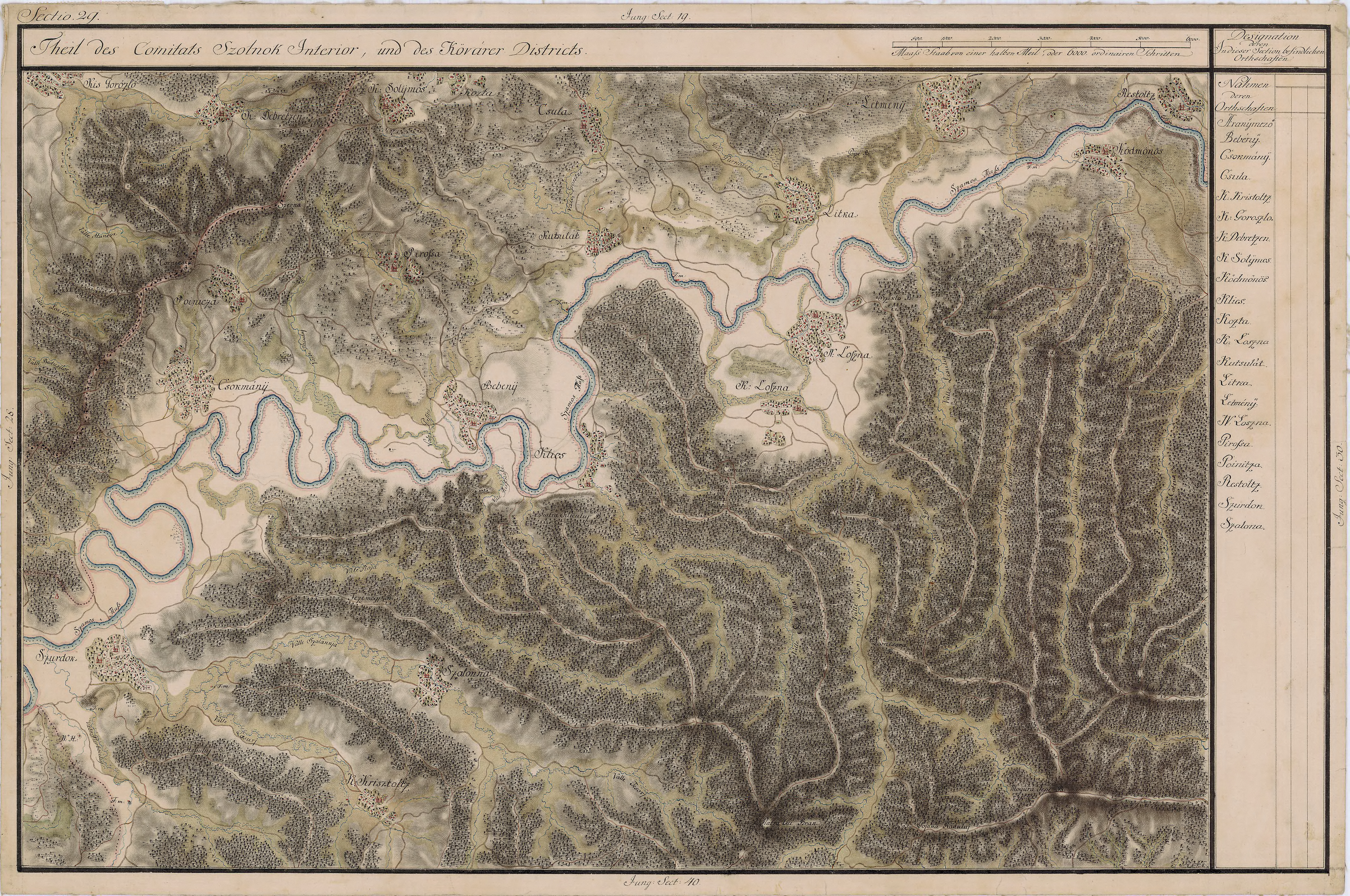
Ködmönös környéke 1769-1773 között

Ködmönös település Romániában, Szilágy megyében.

## Fekvése
Zsibótól északkeletre, a Szamos balparti úton, Konkolyfalva és Nagylózna közt fekvő település.

## Nevének eredete
Nevét valószínű a valamikor itt nagyban gyártott ködmönök után kapta.

## Története
Ködmönös és környéke már ősidőktől lakott hely volt. Itt a Gyálu szakaturi hegytetőn Torma Károly régész egy rómaiak által épített őrhelyre bukkant.
A település kezdetektől fogva Almásvárához tartozott.
Nevét 1554-ben említették először az oklevelek Keodmenes néven, amikor Kecskeméti Patócsi Boldizsárné Somi Anna itteni birtokrésze negyedét lekötötte férjének.
1595-ben Báthory Zsigmond a hűtlenné vált Kendy Gábor itteni részét Bocskay Istvánnak adományozta.
1600-ban Mihály vajda Bocskay István itteni birtokrészét annak hűtlensége miatt Csáky Istvánnak adta.
1627-ben Rákóczi Zsigmond fejedelem Haller Györgyöt, Zsigmondot és Bánffy Lászlót erősítette meg itteni birtokrészeiben.
1642-ben Csáky birtok volt, 1652-ben Csáky István fiai a birtok itteni részét Kemény Jánosnak zálogosították el. 1694-ben Csáky László birtoka volt.
1696-ban a hódoltsági falvak közt jegyezték nevét.
1698-ban a Hosszú, Miháli, Varga, gróf Lázár családok birtoka volt.
A 20. század elején Szolnok-Doboka vármegye Nagyilondai járásához tartozott.
1910-ben 365 lakosa volt, ebből 4 magyar, 358 román volt, melyből 357 görögkatolikus volt.

## Nevezetességek
- Görögkatolikus fatemplomát 1834-ben az őrangyalok tiszteletére szentelték fel.

Anyakönyvet 1822-től vezetnek.